# مونت دولينت
مونت دولينت (بالإنجليزية: Mont Dolent)‏ هو أحد جبال سلسلة كتلة مونت بلاك ويقع في كانتون فاليز في سويسرا. يحتل المرتبة رقم 38 في قائمة جبال سويسرا من حيث الارتفاع، إذ يبلغ ارتفاعه حوالي 3820 متر، بينما يبلغ ارتفاع نتوء الجبل 330 متر، هذا وقد سجل أول وصول لقمة الجبل عام 1864.

## معرض صور

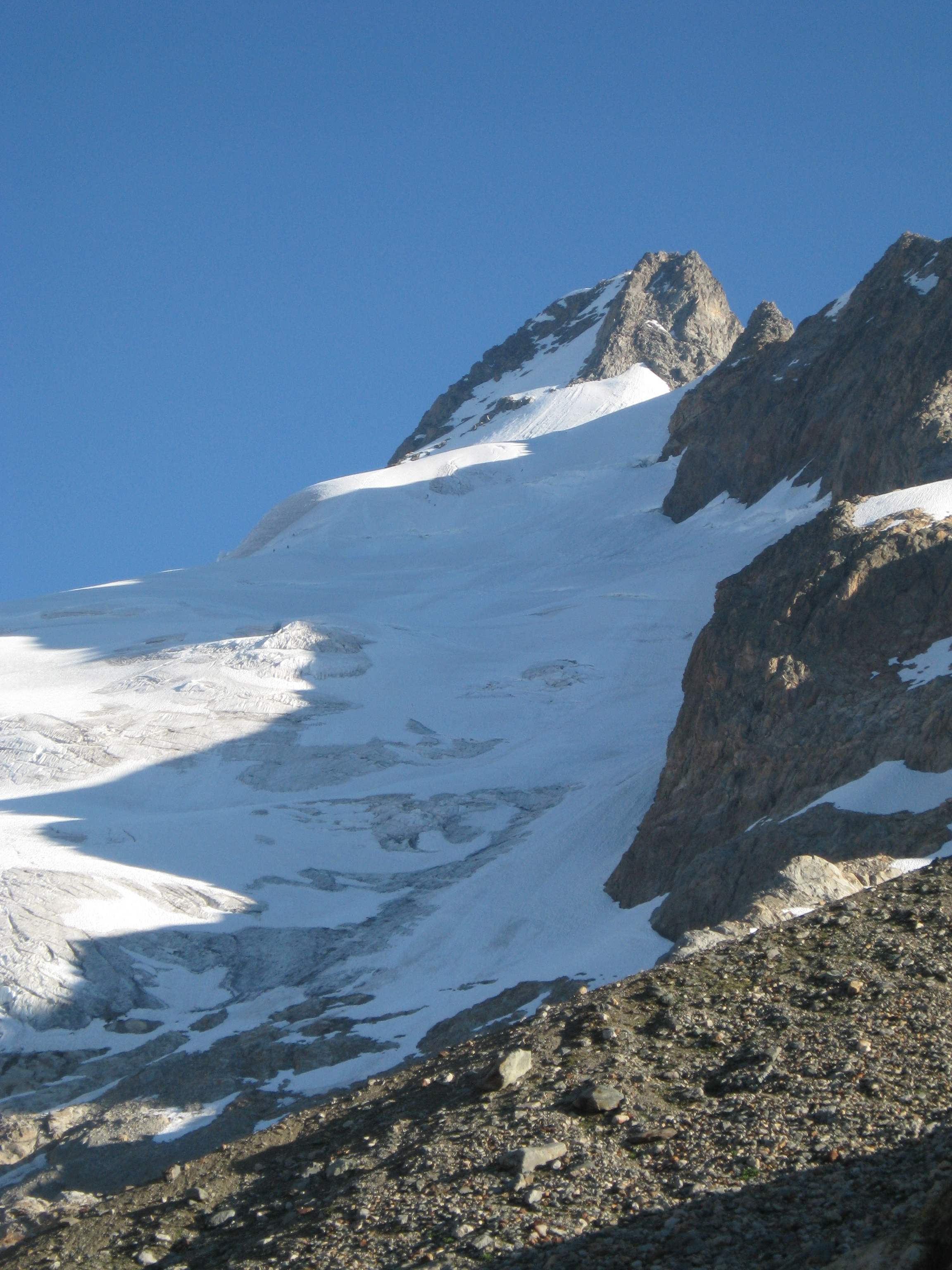
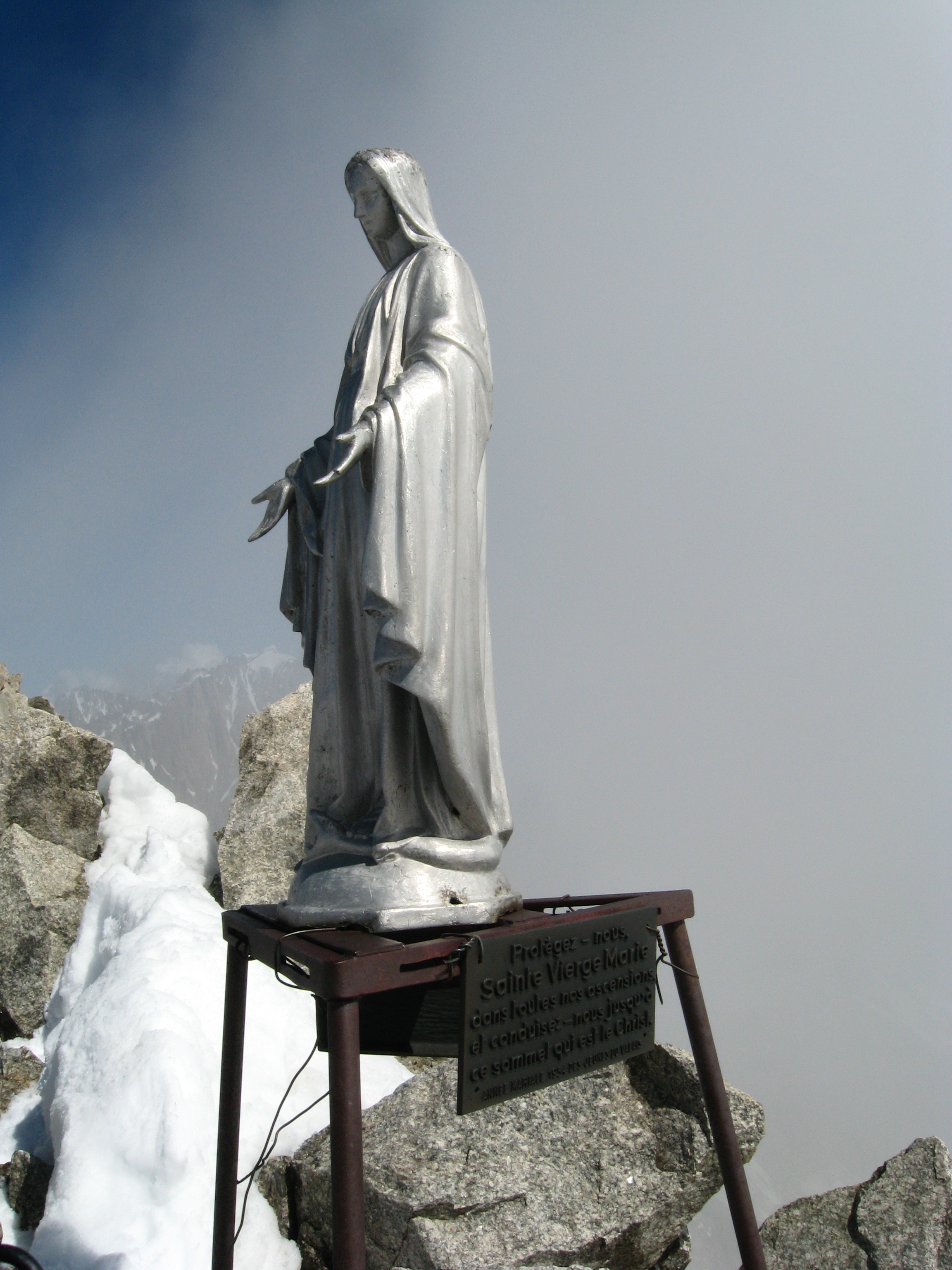
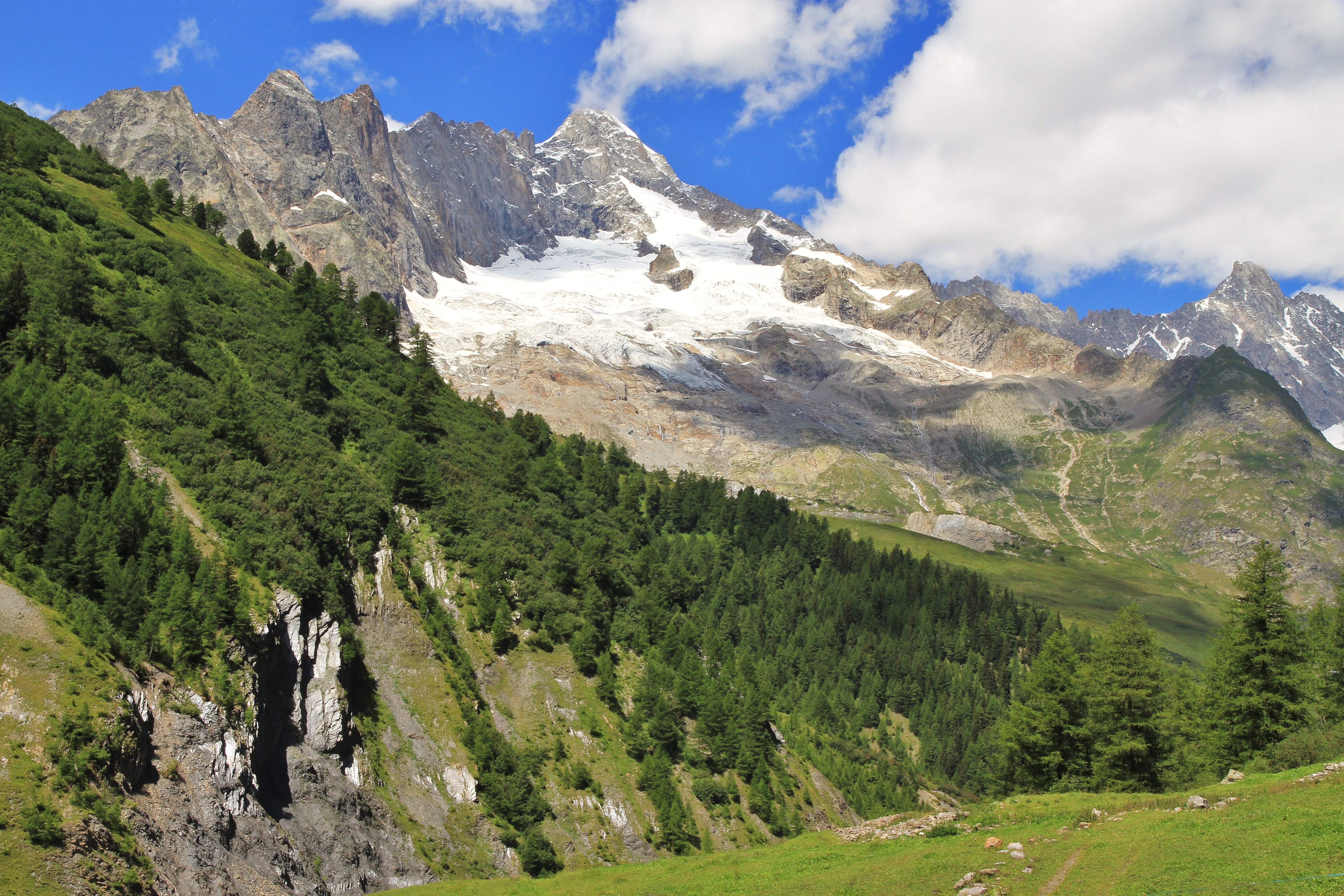
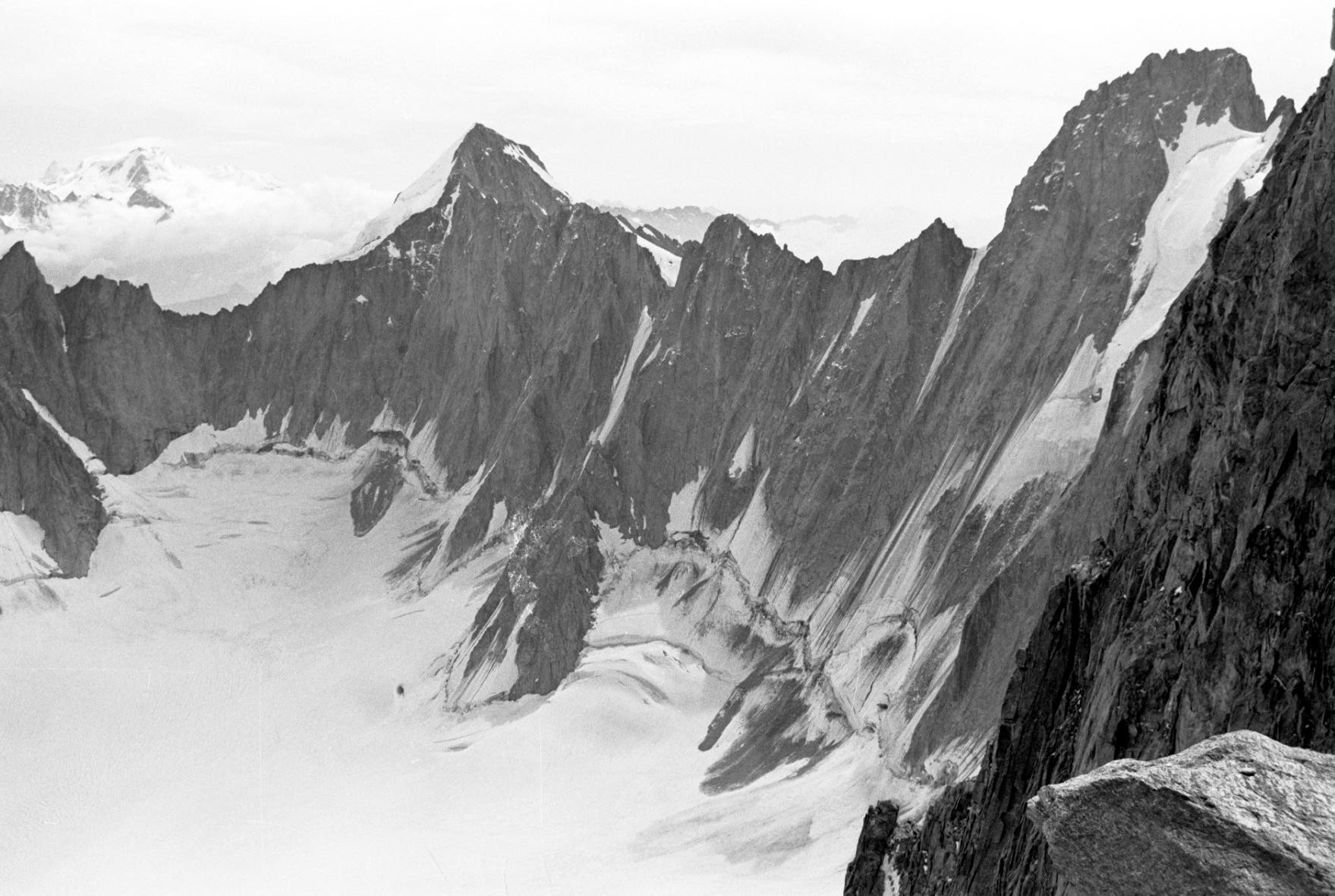
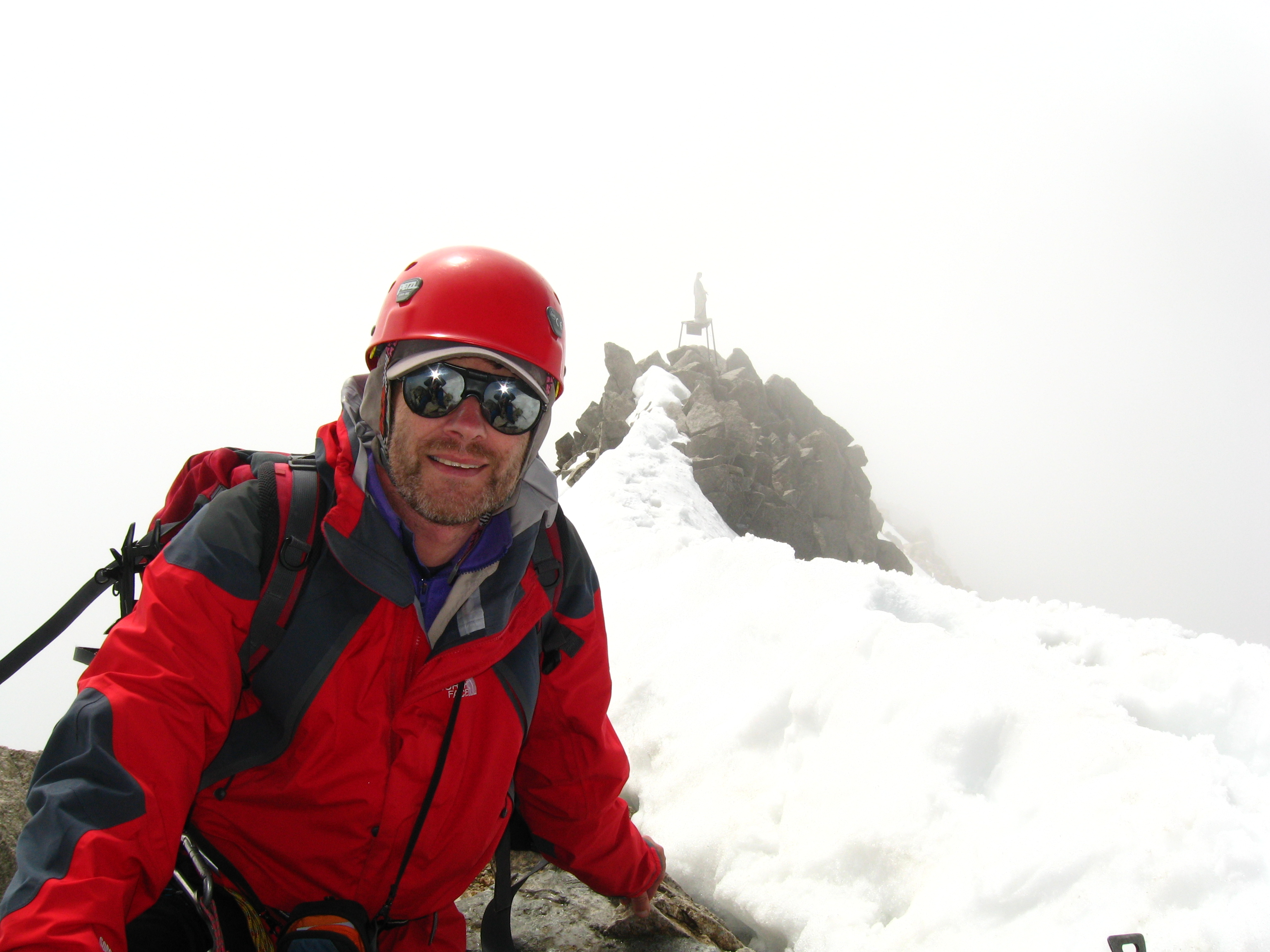
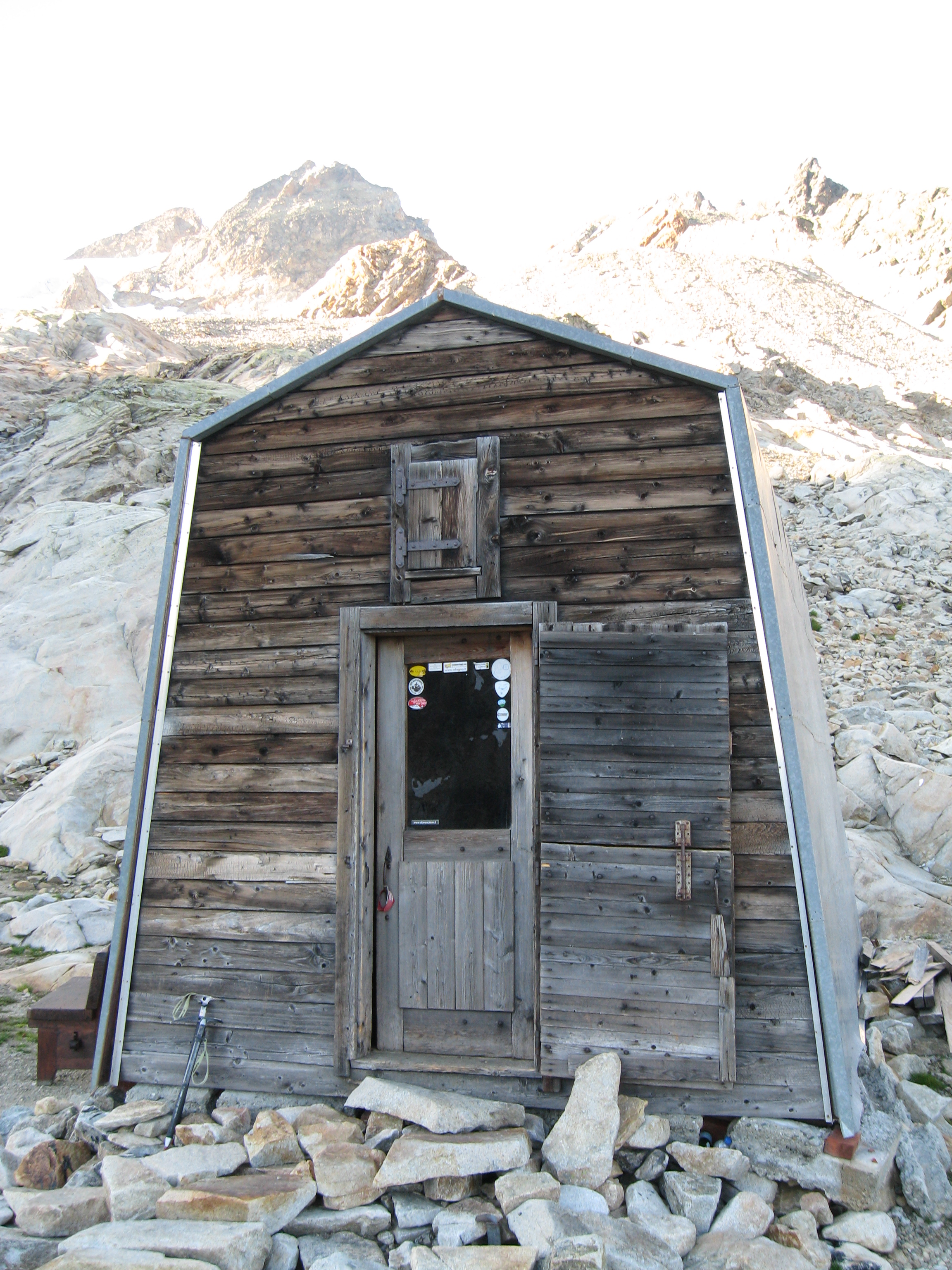